# Miklós Gyula (szőlész)
Miklósvári idősb Miklós Gyula (Finke, 1832. november 26. – Budapest, 1894. május 1.) királyi tanácsos, szőlész, borászati országos kormánybiztos miniszteri osztálytanácsosi ranggal.

## Életútja
Apja Miklós Ferenc borsodi alispán volt. Középiskoláit Miskolcon kezdte és Eperjesen folytatta, de még el sem végezte, már 16 éves korában 1848-ban fölcsapott honvédnek. Decemberben hadnagy és 1849 márciusában főhadnagy és Abrahámy ezredes segédtisztje lett; a nemzeti hadsereg egyik legjobb lovasának hírében állott. Ezredével együtt Világosnál tette le a fegyvert. Ekkor besorozták a császári hadseregbe, mint szekerész közlegényt. Troppauban Jósika János báró kieszközölte, hogy a 3. huszárezredhez helyezték át, ahol öt hónap múlva ismét hadnagy lett; de csakhamar, mint főhadnagy, elhagyta a hadsereget.
Bukovinában megnősülvén, Borsod megyei birtokára ment gazdálkodni. 1860-ban a Szendrői járás főszolgabírájává választották. A provizórium alatt állásától megvált és azt csak 1867-ben vállalta el újra és a koronázáskor ő vezette a Borsod megyei bandériumot. 1875-ben az edelényi kerület országgyűlési képviselővé választotta és két ülésszakon át tagja volt a képviselőháznak. A Felsőborsodi református egyházmegye tanácsbírája is volt.
Ismert nagytapasztalású szőlősgazda lévén a borászati kérdésekben szakavatottságra való felszólalásaival tűnvén ki, országos borászati kormánybiztossá nevezték ki a földművelési minisztériumban osztálytanácsosi ranggal. E minőségében rendkívüli szorgalmat és buzgóságot fejtett ki, különösen mindent elkövetett a filoxéra kártételeinek enyhítésére, s 1876-tól csaknem két évtizedig a szőlőművelés és borászat valódi apostola és a filoxéria-vész által elpusztított szőlők helyreállításának legfáradhatatlanabb bajnoka volt.
Közhasznú működésének ideje alatt királyi tanácsosi címet, majd vaskoronarendet kapott. Kecskeméten szőlőtelepet (Miklóstelep) alapított, mely nevét viseli; ezért a város díszpolgárrá választotta, barátai és munkatársai pedig fehérmárványból Abt szobrász által készített domboralakú szobormű-emléket állítottak tiszteletére, melyet 1895. szeptember 29-én lepleztek le.
A Borászati Lapok munkatársa volt.
Fia Miklós Gyula országgyűlési képviselő, főispán volt.

## Munkái
- Jelentése báró Kemény Gábor földmív.-, ipar- és keresk. m. k. miniszter úr ő nagyméltóságához a nevezetesebb borvidékek beutazása alkalmával szerzett tapasztalatairól. Bpest, 1880.
- Jelentése ugyanahhoz, melyben 1880. május havától 1881. decz. hó végéig a borászat terén kifejtett működéséről jelentését beterjeszti. Uo. 1882.
- Jelentése a központi mintapincze 1882. vé végéig terjedő működéséről. Uo. 1883. (Ugyanaz gróf Széchényi Pál miniszterhez 1883. évről. Uo. 1885).
- Jelentése gróf Széchenyi Pál földmívelés-, ipar- és kereskedelmi magyar kir. miniszterhez, a borászat terén kifejtett működéséről 1880-81., 1882-84. Uo. 1885.
- Hazai szőlészetünk és a phylloxera. Uo. 1888.
- Néhány szó hazai szőlészetünk reconstructiójához. Ugyanott, 1892-94. Négy füzet.

Országgyűlési beszédei a Naplókban (1875-81) vannak.